# Pálné Veres
Pálné Veres (hongarès: Veres Pálné)  (Trebeľovce, 13 de desembre de 1815 - Váchartyán, 28 de setembre de 1895) va ser una mestra i feminista hongaresa, coneguda per promoure els drets de les dones, per obrir la primera escola secundària de dones a Hongria i per fundar l'Associació Nacional Hongaresa per l'Educació de les Dones.

## Vida
Pálné Veres va néixer en una família luterana el 13 de desembre de 1815 a Lázi, aleshores part de l'Imperi austríac. El seu nom de naixement és Hermin Beniczky. Després del seu casament i segons la tradició hongaresa, es va canviar el nom pel del seu marit, Pál Veres (el sufix "né" significa 'esposa de').
El seu pare, Pál Beniczky, era un terratinent protestant que provenia d'una família noble de Nograd, i la seva mare, Karolina Sturmann, venia d'una família que es va enriquir gràcies al comerç. Márton Sturmann, l'avi de Veres, era un patriota hongarès i devot protestant. Un cop Pálné va ser adulta, es va establir a Pest, on va conèixer i va fer amistat amb l'escriptor Imre Madách. Va morir a Pest el 28 de setembre de 1895.

## Activisme

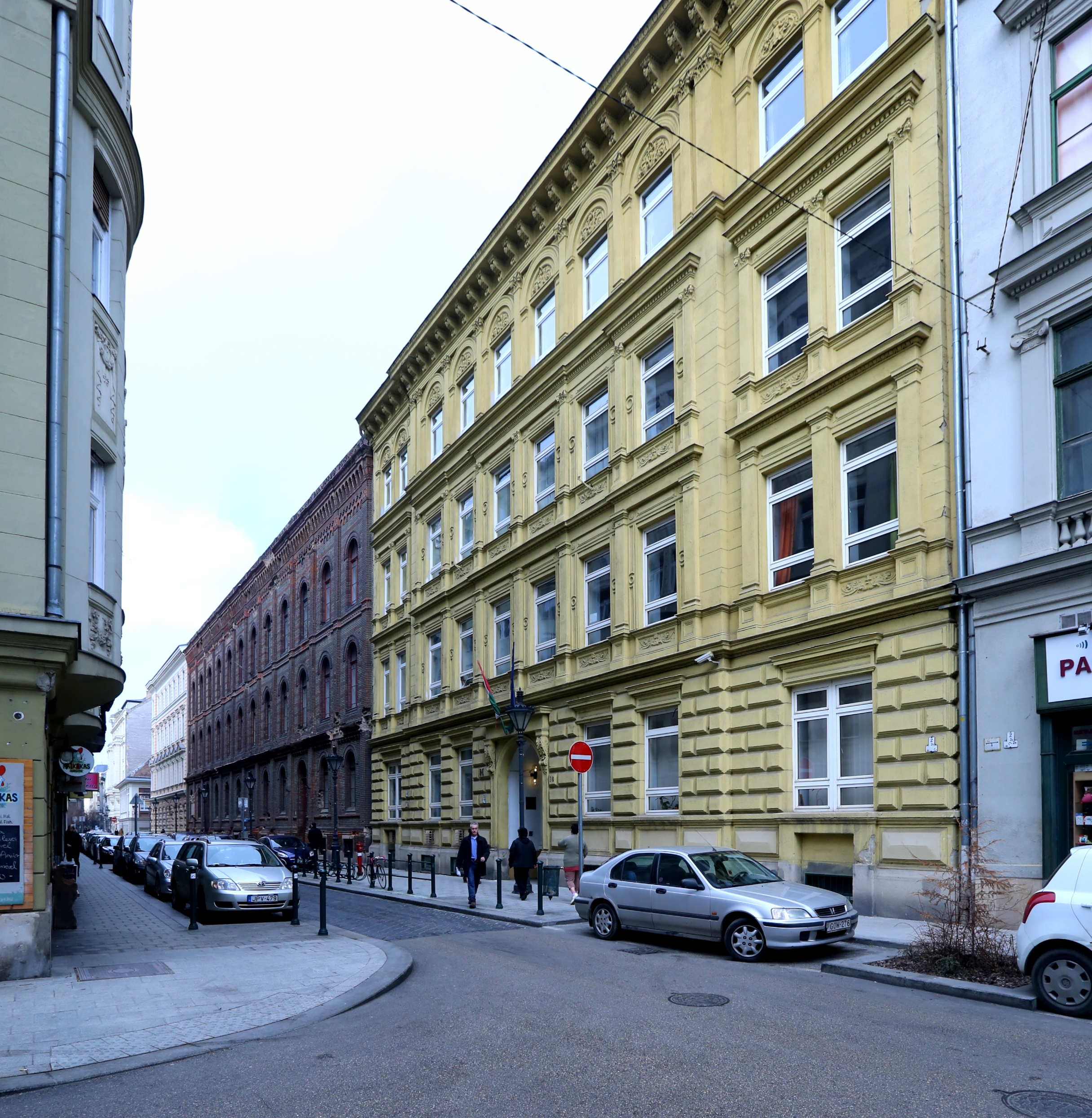
Veres Pálné Gimnázium

Pálné Veres, una dona educada, es va sentir interpel·lada per les opinions del seu amic Madách, expressades en un discurs sobre la relació entre homes i dones el 1864, segons la qual, tot i que una dona pot ser important i inspiradora per a un home, «mai fa avançar l'art i la ciència». Pálné Veres emprengué aleshores una sèrie d'accions compromeses amb l'educació de les dones i el seu dret a tenir vida pública i activa. El 1865 va publicar l'article «Crida a les dones», en què iniciava un debat públic sobre la disposició comuna de tots dos sexes a la raó i el discerniment, i posava en evidència la diferència intel·lectual entre homes i dones sorgida de negar sistemàticament l'educació i les oportunitats professionals a les noies.
Al 1867 va fundar, juntament amb una vintena de dones més, l'Associació Nacional d'Educació de la Dona, que a finals del mateix any arribaria a tenir 200 membres. El seu objectiu inicial era que l'estat establís un model d'escola superior per a dones. El ministre de Cultura, però, József Eötvös, va considerar que «és més important que l'assalariada aprengui a teixir que l'educació superior de les dones que pertanyen a la classe educada». Així que l'associació, al 1869, va fundar la primera escola d'educació secundària per a noies d'Hongria. La seva filosofia deia que les noies havien d'aprendre a ser autosuficients i a apreciar l'alta literatura, evitant caure en l'autoindulgència i els luxes. L'escola tenia onze classes: quatre de nivell bàsic, quatre de nivell mitjà i tres de nivell superior. El currículum de les classes superiors constava de les assignatures següents: instrucció religiosa, llengua hongaresa, literatura hongaresa, estètica, pedagogia, antropologia i psicologia, lògica, història de la civilització, àlgebra i geometria, llengua alemanya, llengua francesa, arts manuals, música vocal i instrumental, gimnàstica, matemàtica i esterometria, i dibuix.

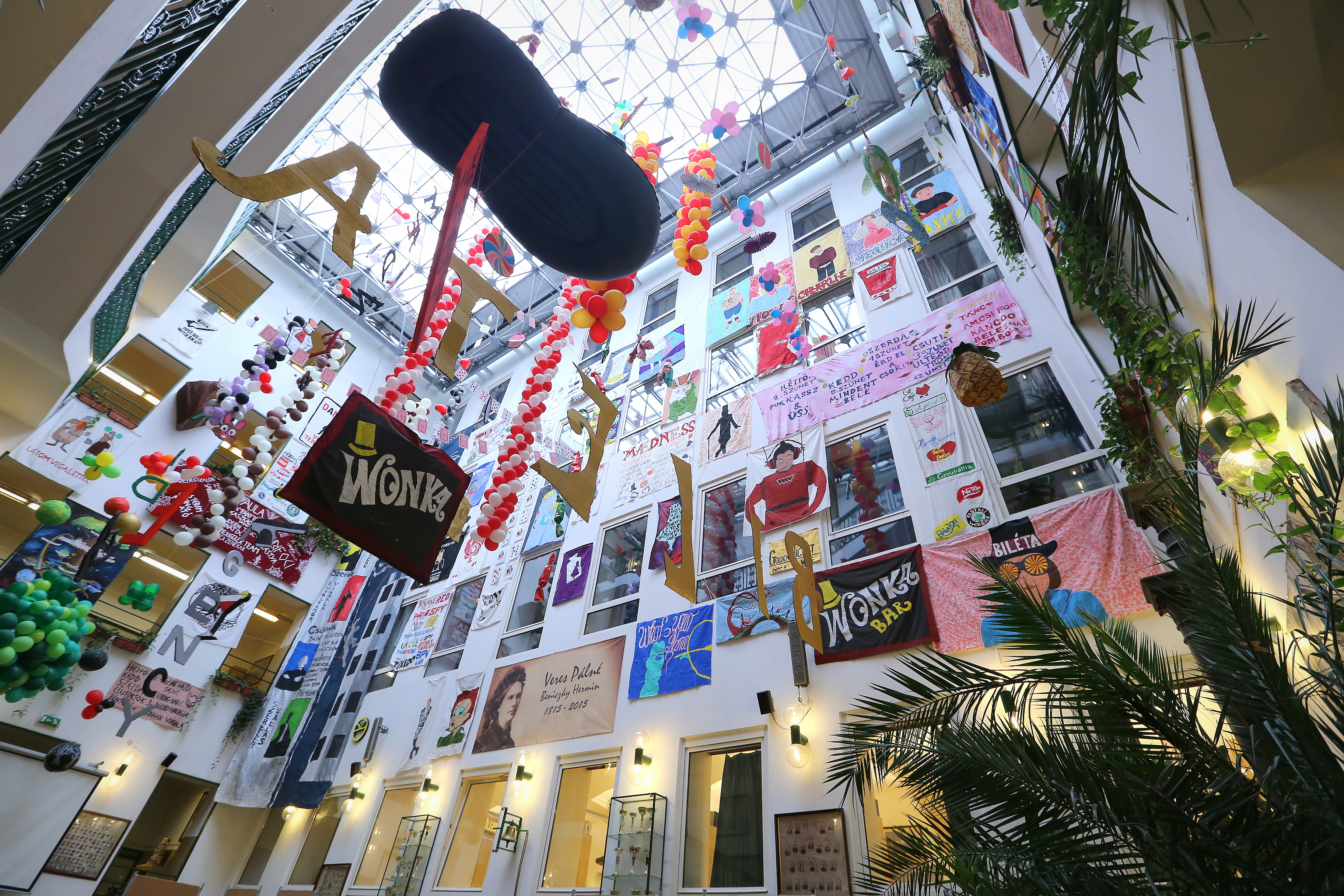
Interior de l'Institut, en unes Jornades al 2016

La decebia l'alt abandonament escolar de les seves alumnes abans d'arribar al nivell superior. Les classes altes no veien cap utilitat pràctica en el fet que les filles estudiessin més enllà d'una certa edat. El nivell superior es veia com un curs únicament per a noies que volguessin esdevenir mestres. Pálné va aconseguir influir en les classes altes perquè reconeguessin la importància de l'educació en ambdós sexes.
El seu institut, el Veres Pálné Gimnázium, continua obert al districte V de Budapest, en un carrer que ara porta el seu nom, si bé des de 1963 és una escola mixta.